# Pan Chang-Jiang
Pan Chang-Jiang (né le 1er juillet 1957 à Mudanjiang, Heilongjiang) est un acteur chinois.

## Filmographie
- 1995 : Fei hu dui de Jixing Wang
- 1998 : L'Empereur et l'Assassin de Chen Kaige
- 1999 : I'll Love You More Tomorrow de Yang Shiguang
- 2009 : Eaters de Wai-Tak Law
- 2010 : Adventure of the King de Shu-Kai Chung
- 2019 : Le Chevalier des ombres : Entre Yin et Yang de Yan Jia